# Grünbuch (Europäische Kommission)
Ein Grünbuch der Europäischen Kommission ist ein Farbbuch, das als Diskussionspapier zu einem bestimmten Thema dient. Der Begriff wird insbesondere für Vorlagen für Verordnungen und Richtlinien verwendet, die den Zweck haben, auf diesem Gebiet eine öffentliche und wissenschaftliche Diskussion herbeizuführen und grundlegende politische Ziele in Gang zu setzen. Häufig wird eine Reihe von Ideen oder Fragen aufgeworfen und Einzelne sowie Organisationen werden zu Beiträgen aufgefordert. Nächster Schritt ist oft ein Weißbuch, welches offizielle Vorschläge zusammenfasst.

## Grünbücher 2013 (nach Erscheinungsdatum)
- „Grünbuch über die Vorbereitung auf die vollständige Konvergenz der audiovisuellen Welt: Wachstum, Schöpfung und Werte“[1] (April 2013)
- Grünbuch „Ein Rahmen für die Klima- und die Energiepolitik bis 2030“[2] (März 2013)
- Grünbuch „Langfristige Finanzierung der Europäischen Wirtschaft“[3] (März 2013)
- Grünbuch zu einer europäischen Strategie für Kunststoffabfälle in der Umwelt[4] (März 2013)
- Grünbuch über unlautere Handelspraktiken in der B2B-Lieferkette für Lebensmittel und Nicht-Lebensmittel in Europa[5] (Januar 2013)

## Grünbücher 2012 (nach Erscheinungsdatum)
- Grünbuch „Ein integrierter Paketzustellungsmarkt für das Wachstum des elektronischen Handels in der EU“[6] (November 2012)
- Grünbuch „Meereskenntnisse 2020 – Von der Kartierung des Meeresbodens bis zu ozeanologischen Prognosen“[7] (August 2012)
- Grünbuch Schattenbankwesen[8] (März 2012)
- Grünbuch „Umstrukturierung und Antizipierung von Veränderungen: Lehren aus den jüngsten Erfahrungen“[9] (Januar 2012)
- Grünbuch „Ein integrierter europäischer Markt für Karten-, Internet- und mobile Zahlungen“[10] (Januar 2012)

## Grünbücher 2011 (nach Erscheinungsdatum)
- Grünbuch „Die Zukunft der Beleuchtung. Beschleunigung des Einsatzes innovativer Beleuchtungstechnologien“[11] (Dezember 2011)
- Grünbuch zum Recht auf Familienzusammenführung von in der Europäischen Union lebenden Drittstaatsangehörigen[12] (November 2011)
- Grünbuch über die Machbarkeit einer Einführung von Stabilitätsbonds (Green Paper on the feasibility of introducing Stability Bonds)[13] (November 2011)
- Grünbuch „Den Verbraucher auf den Geschmack bringen: eine Strategie mit hohem europäischen Mehrwert zur Absatzförderung für Europas Agrarerzeugnisse“[14] (Juli 2011)
- Grünbuch „Über den Online-Vertrieb von audiovisuellen Werken in der Europäischen Union“[15] (Juli 2011)
- Grünbuch zur Richtlinie über Berufsqualifikationen: auf dem Weg zu einer möglichen Reform (Juni 2011)
- Grünbuch „Stärkung des gegenseitigen Vertrauens im europäischen Rechtsraum – Grünbuch zur Anwendung der EU-Strafrechtsvorschriften im Bereich des Freiheitsentzugs“ (Juni 2011)
- Grünbuch „Online-Glücksspiele im Binnenmarkt“ (April 2011)
- Grünbuch „Corporate Governance-Rahmen für europäische Unternehmen: Was muss verbessert werden?“ (April 2011, Konsultation bis 22. Juli 2011)
- Grünbuch „Von Herausforderungen zu Chancen: Entwicklung einer gemeinsamen Strategie für die EU-Finanzierung von Forschung und Innovation“ (Februar 2011)
- Grünbuch über die Modernisierung der europäischen Politik im Bereich des öffentlichen Auftragswesens – Wege zu einem effizienteren europäischen Markt für öffentliche Aufträge (Januar 2011)

## Grünbücher 2010 (nach Erscheinungsdatum)
- Grünbuch „Weniger Verwaltungsaufwand für EU-Bürger: Den freien Verkehr öffentlicher Urkunden und die Anerkennung der Rechtswirkungen von Personenstandsurkunden erleichtern“ (Dezember 2010)
- Grünbuch über die Zukunft der Mehrwertsteuer: Wege zu einem einfacheren, robusteren und effizienteren MwSt-System (Dezember 2010)
- Grünbuch „EU-Entwicklungspolitik zur Förderung eines breitenwirksamen Wachstums und einer nachhaltigen Entwicklung“ (November 2010)
- Grünbuch über die Zukunft der EU-Budgethilfe für Drittländer (November 2010)
- Grünbuch „Weiteres Vorgehen im Bereich der Abschlussprüfung: Lehren aus der Krise“ (Oktober 2010)
- Grünbuch „Ausbau der e-Beschaffung in der EU“ (Oktober 2010)
- Grünbuch „Angemessene, nachhaltige und sichere europäische Pensions- und Rentensysteme“ (Juli 2010)
- Grünbuch „Optionen für die Einführung eines Europäischen Vertragsrechts für Verbraucher und Unternehmen“[16] (Juli 2010)
- Grünbuch „Corporate Governance in Finanzinstituten und Vergütungspolitik“ (Juni 2010)
- Grünbuch „Erschließung des Potenzials der Kultur- und Kreativindustrien“ (April 2010)
- Grünbuch „Waldschutz und Waldinformation: Vorbereitung der Wälder auf den Klimawandel“ (März 2010)

## Weitere Beispiele
- Die Auswirkungen des Verkehrs auf die Umwelt
- Grünbuch über die Sanierung von Umweltschäden, Dokument KOM (93) 47, Mai 1993
- Grünbuch zum Handel mit Treibhausgasemissionen in der Europäischen Union, Dokument KOM(2000) 87 endgültig (8. März 2000)
- Grünbuch Europäische Rahmenbedingungen für die soziale Verantwortung der Unternehmen, 2001
- Vorschlag für eine Verordnung über das auf vertragliche Schuldverhältnisse anzuwendende Recht („Rom-I“), Dokument KOM (2002) 654, vgl. EVÜ
- Grünbuch Unterhaltspflichten vom 15. April 2004, KOM(2004) 254
- Energieeffizienz oder Weniger ist mehr (2005)
- Eine europäische Strategie für nachhaltige, wettbewerbsfähige und sichere Energie (2006)
- Grünbuch Erb- und Testamentsrecht (2005)
- Grünbuch Europäische Transparenzinitiative, KOM(2006) 194 (3. Mai 2006)[17]
- Grünbuch Meerespolitik 1. Fassung: 7. Juni 2006
- Grünbuch zur Tabakpolitik in Europa
- Die psychische Gesundheit der Bevölkerung verbessern
- Grünbuch zum Europäischen Forschungsraum 1. Fassung: 4. April 2007
- Grünbuch Urheberrechte in der wissensbestimmten Wirtschaft[18]
- Grünbuch „Angesichts des demografischen Wandels – eine neue Solidarität zwischen den Generationen“ (2005)